# Franz Xaver Winterhalter
Franz Xaver Winterhalter, född 20 april 1805 i Menzenschwand i Schwarzwald, död 8 juli 1873 i Frankfurt am Main, var en tysk målare inom den akademiska traditionen. Han var bror till målaren Hermann Fidel Winterhalter.
I mitten av 1800-talet beställde kungahusen i Spanien, Portugal, Österrike, Ryssland, Frankrike, Storbritannien, Belgien och de tyska furstehusen sina porträtt från Winterhalter. Napoleon III utsåg honom till förste hovmålare. Winterhalter excellerade i att återge klädedräkters textur och stoffer, i synnerhet damers sidenklänningar. 

## Galleri

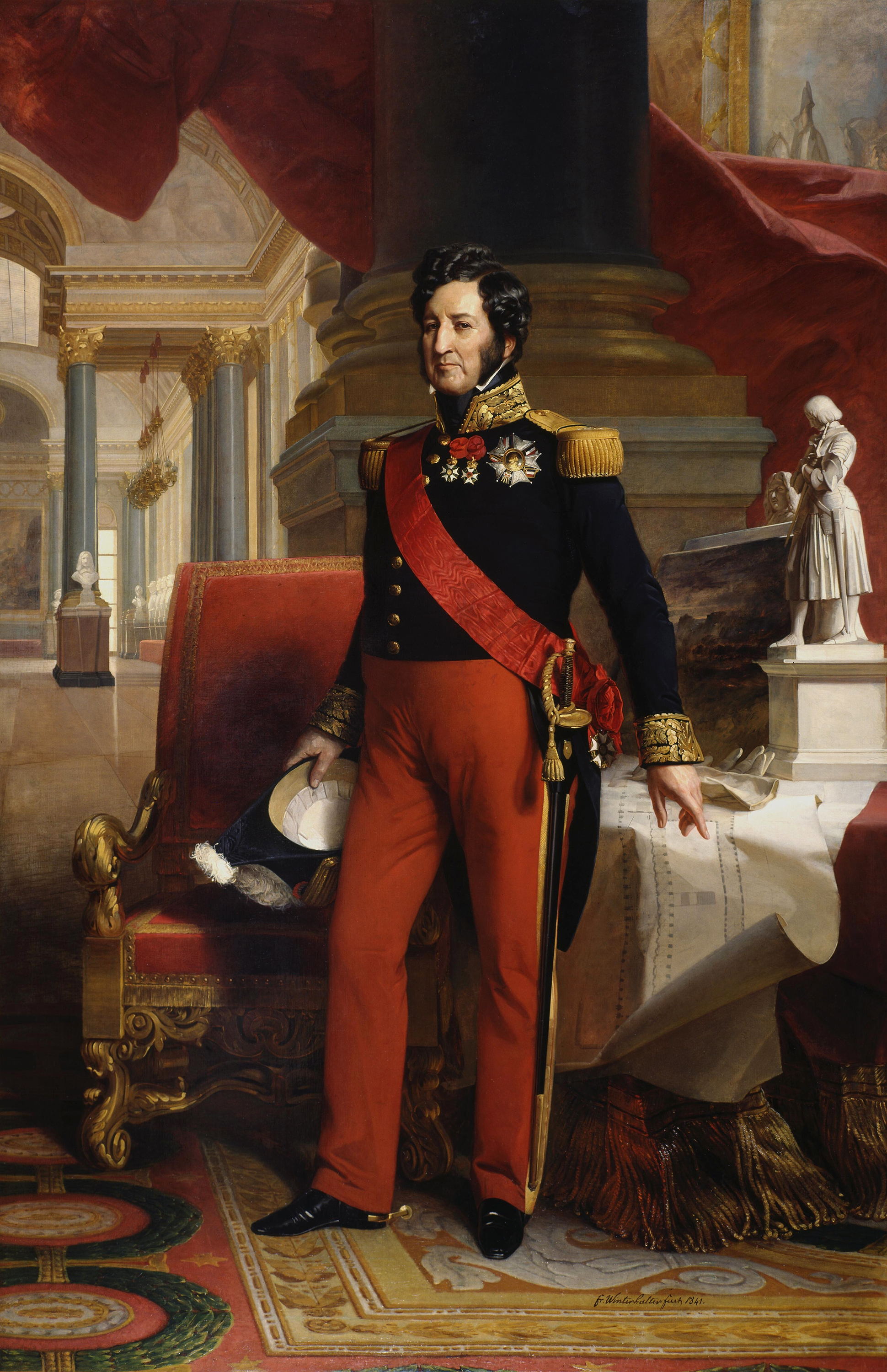
Kung Ludvig Filip I, 1841
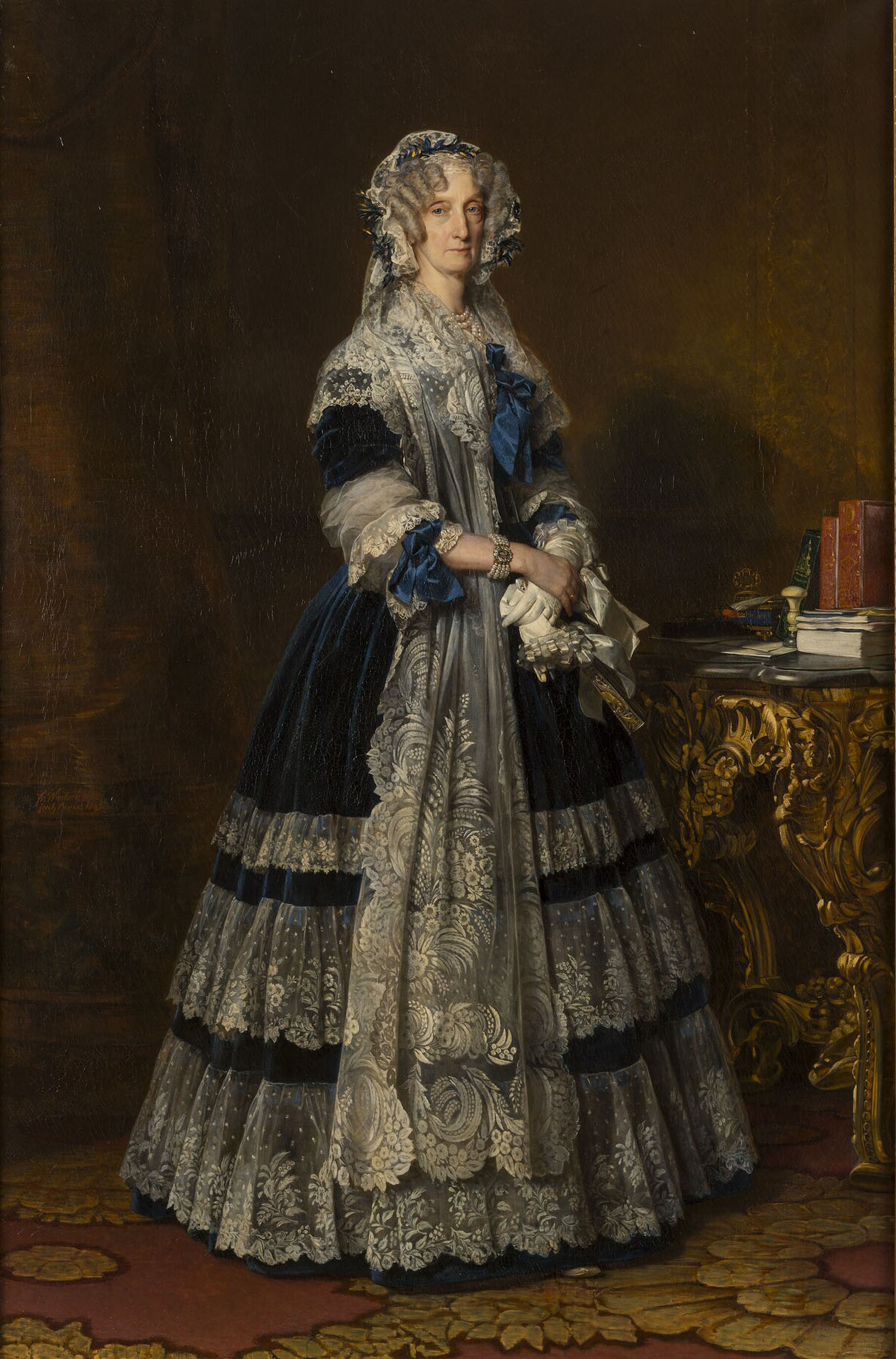
Drottning Maria Amalia, 1842
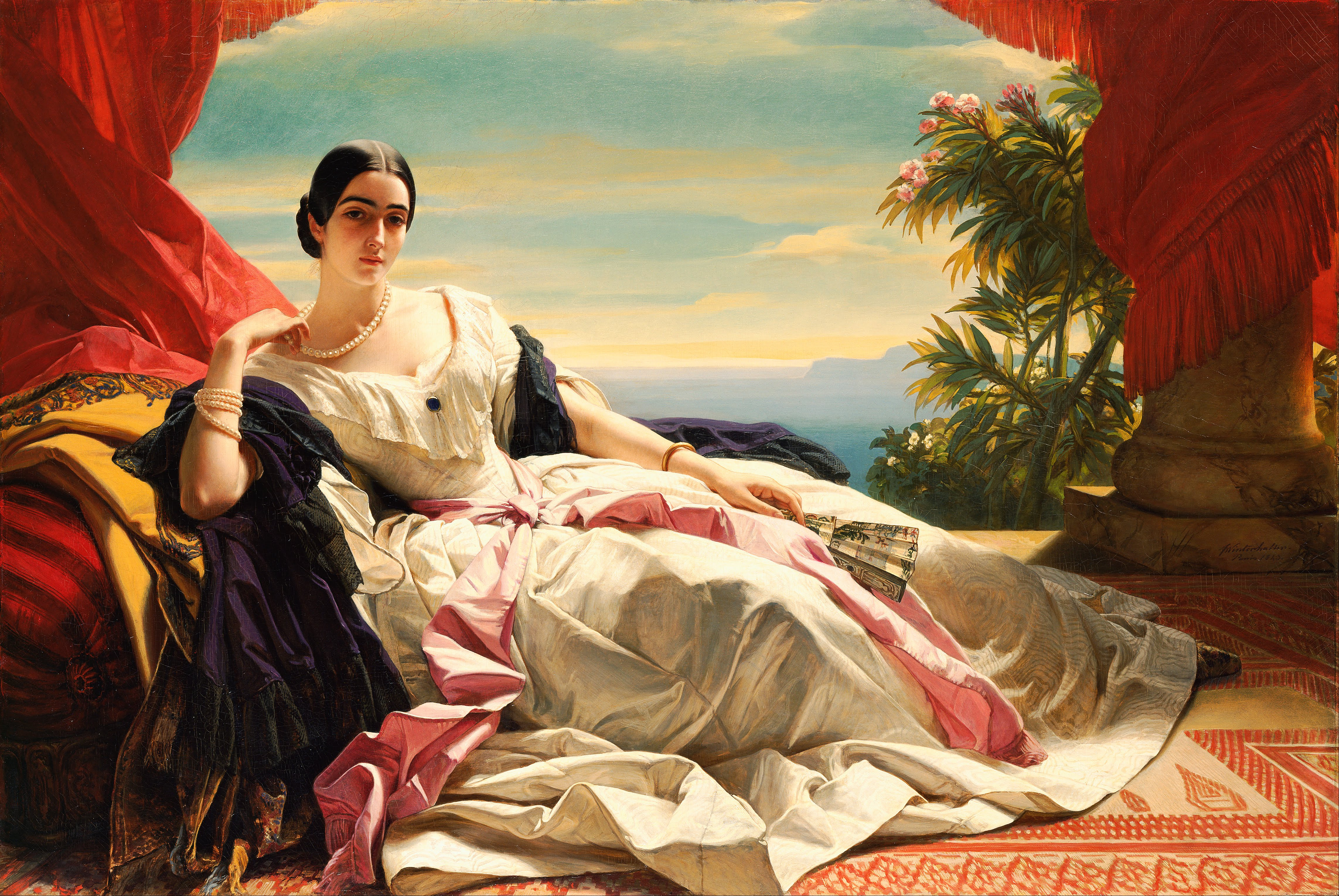
Leonilla, Furstinnan zu Sayn-Wittgenstein-Sayn, 1843
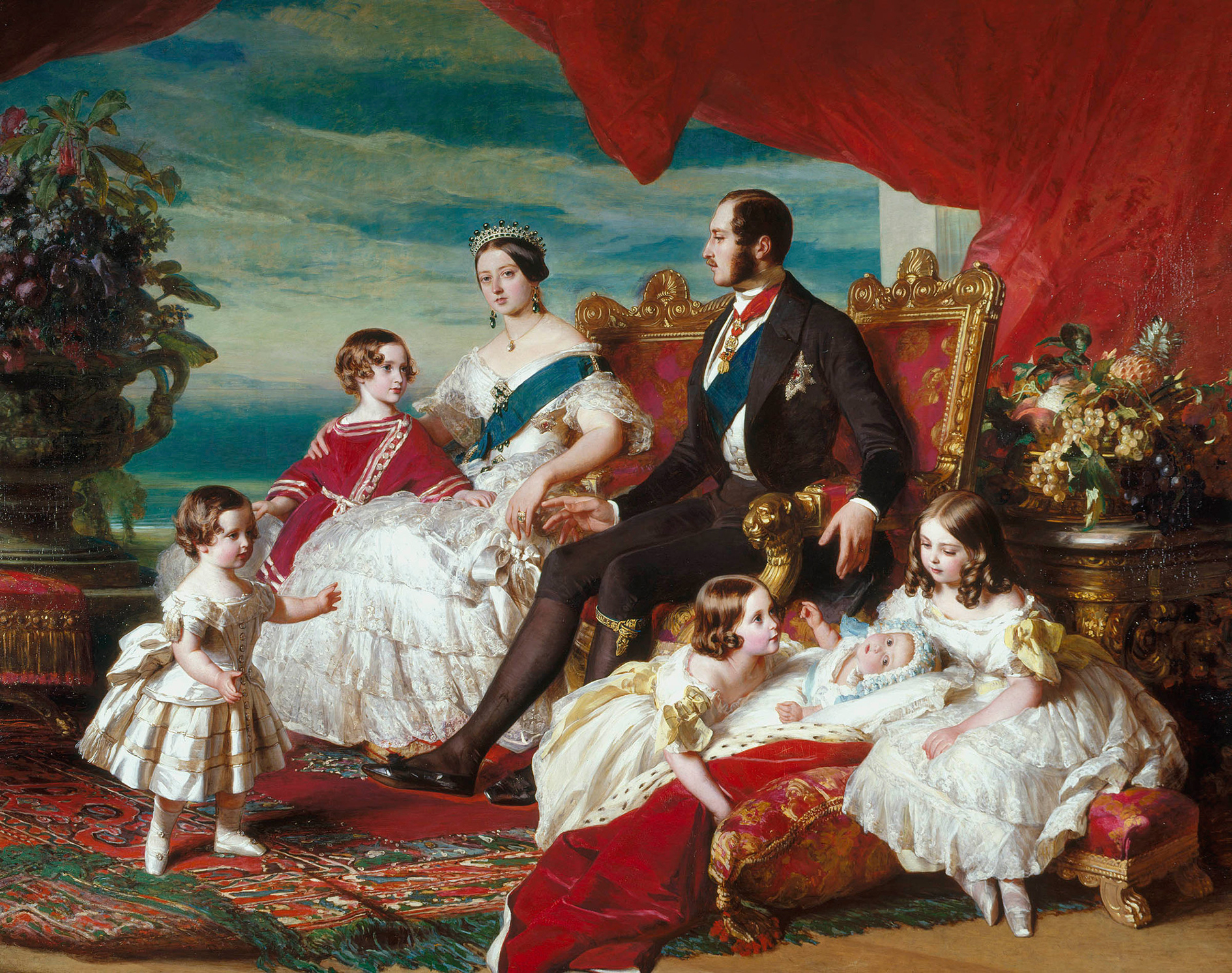
Drottning Viktoria med familj, 1846
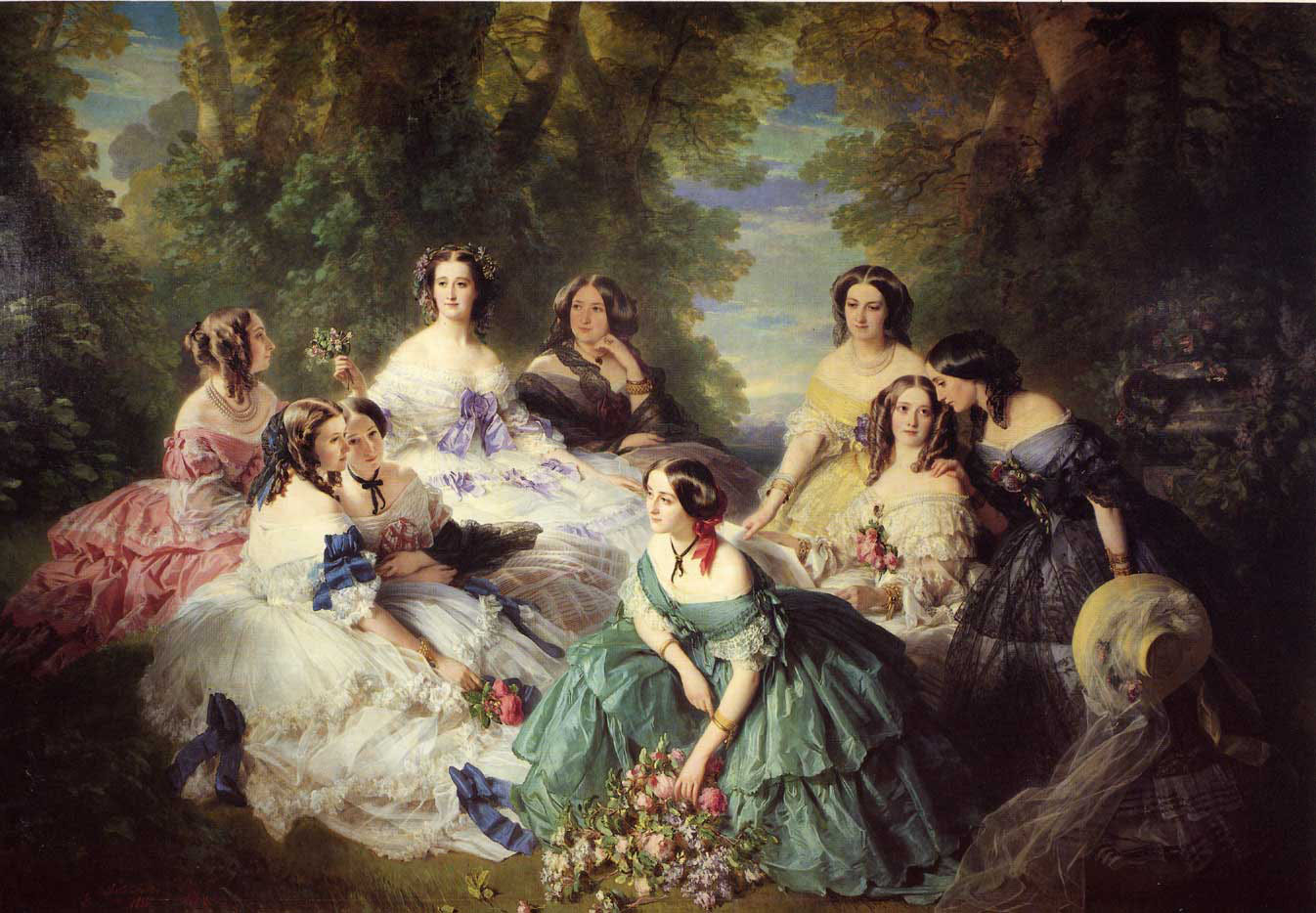
Kejsarinnan Eugénie med hovdamer, 1855
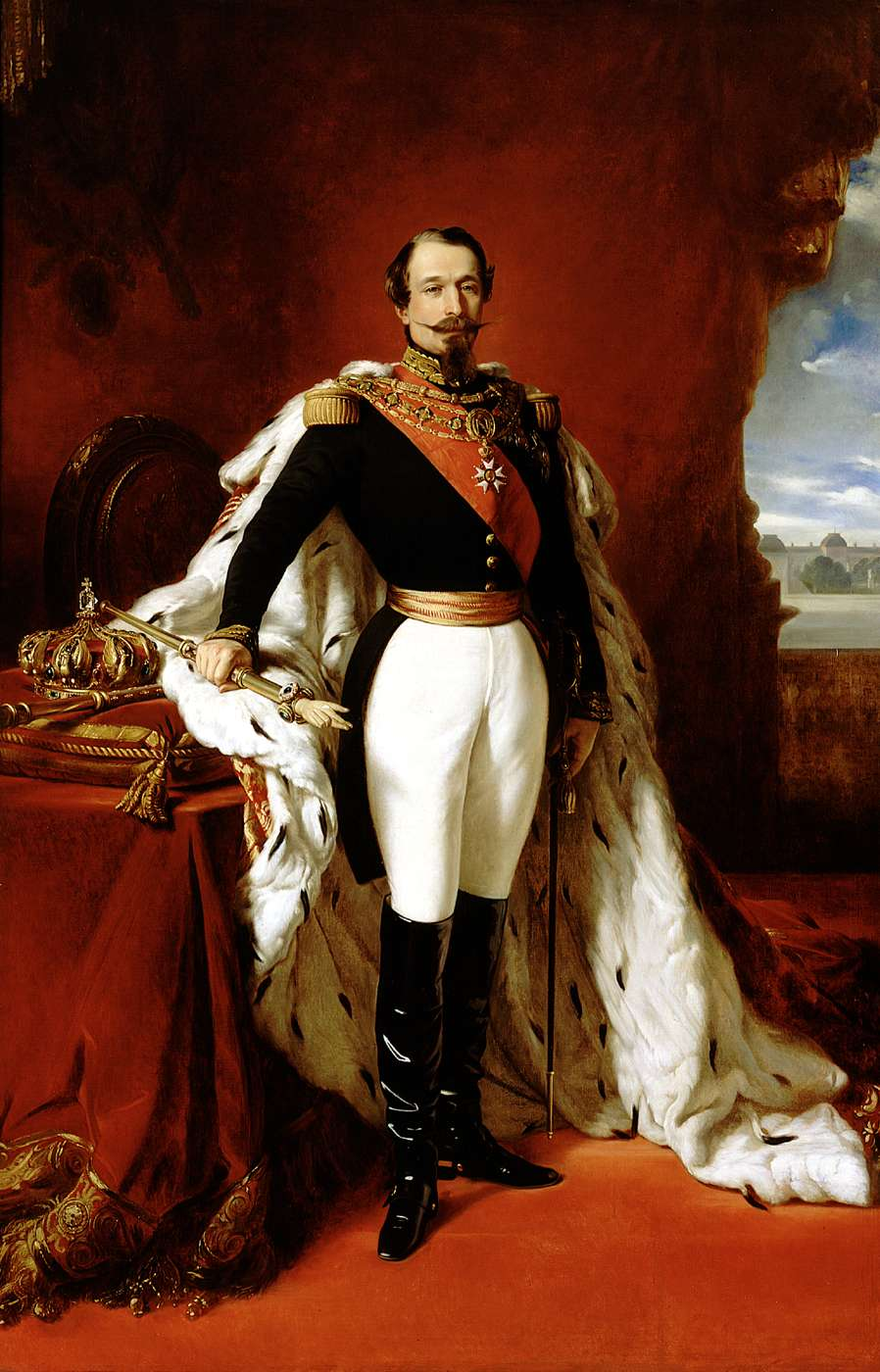
Kejsar Napoleon III, 1855
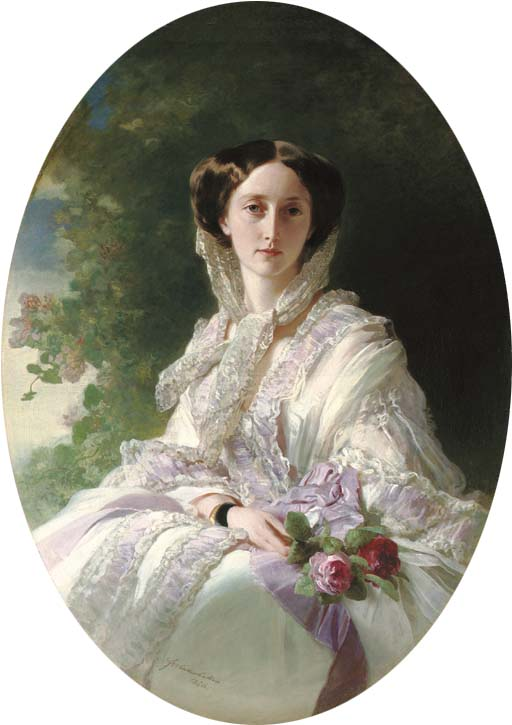
Storfurstinnan Olga, 1856
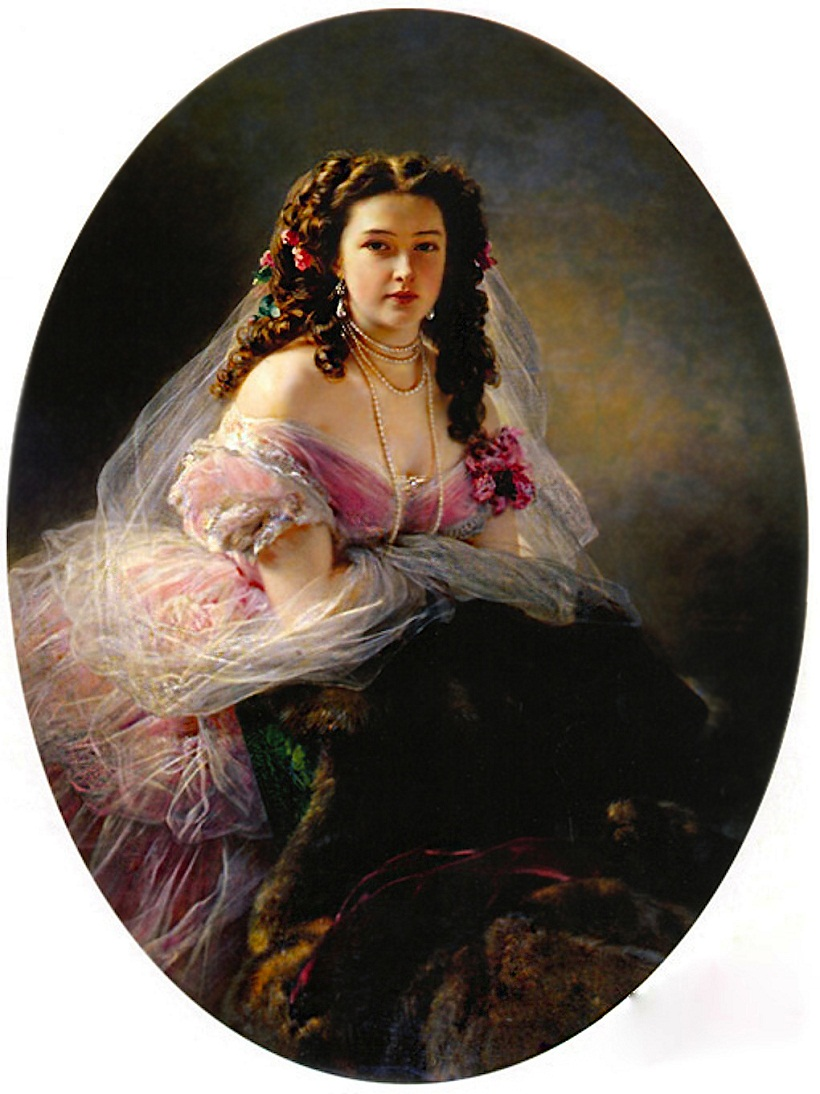
Madame Barbe de Rimskij-Korsakov, 1858
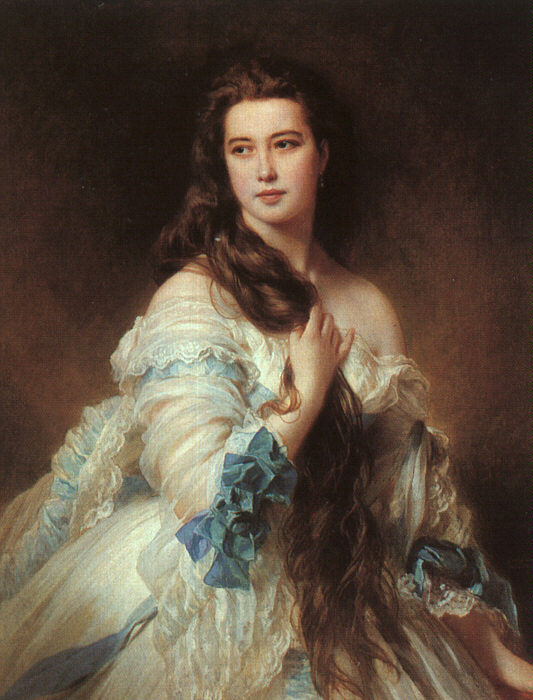
Madame Barbe de Rimskij-Korsakov, 1864
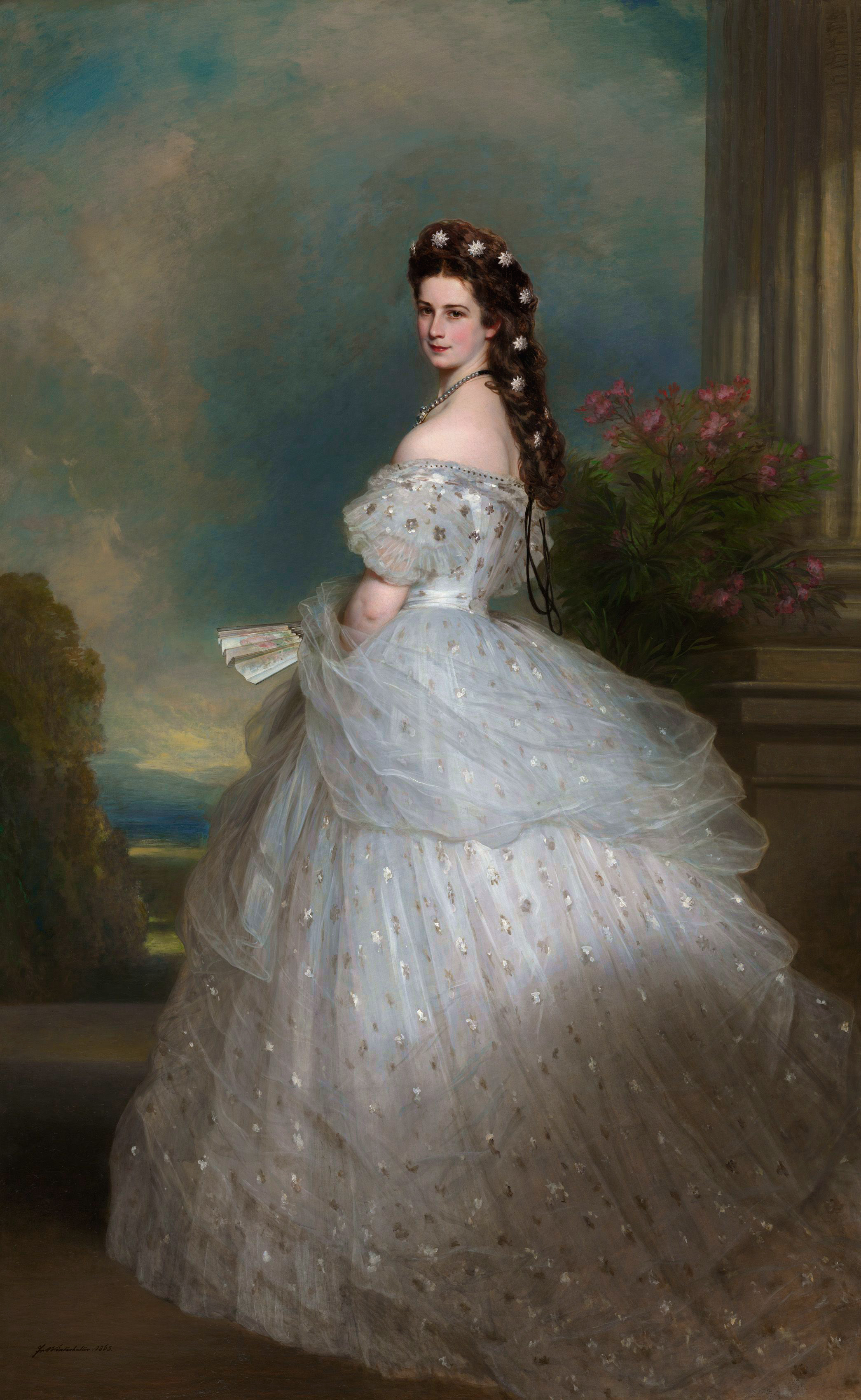
Kejsarinnan Elisabet av Österrike, 1865